# Uridin-difosfat
Urinom difosfat, ili UDP, je nukleotid. Ovo jedinjenje je estar of pirofosforne kiseline sa nukleozidom uridinom. UDP se sastoji od pirofosfatne grupe, pentoznog šećera riboze, i nukleobaze uracila.

## Spoljašnje veze
- Uridine+diphosphate на 